# Самсонов, Виктор Николаевич
Ви́ктор Никола́евич Самсо́нов (10 ноября 1941, Духовницкое, Духовницкий район, Саратовская область — 17 ноября 2024) — советский и российский военный деятель. Начальник Генерального штаба Вооружённых сил Российской Федерации — первый заместитель министра обороны Российской Федерации (1991—1992, 1996—1997). Генерал армии (1996).

## Детство и молодость
Родился в рабочей семье. В 1959 году окончил среднюю школу № 36 в городе Сосногорск Коми АССР. Работал токарем на теплоэлектростанции станции Сосногорск Печорской железной дороги.

## Военная служба в СССР
В Вооружённых силах с августа 1960 года. Окончил Дальневосточное высшее общевойсковое командное училище в 1964 году.
После окончания училища направлен в части морской пехоты ВМФ: с октября 1964 года командовал взводом и с 1966 года — ротой 390-го отдельного полка морской пехоты Тихоокеанского флота (полк дислоцировался в посёлке Славянка Хасанского района Приморского края). В 1968—1969 годах — командир роты регулирования движения и комендантской службы 55-й дивизии морской пехоты Тихоокеанского флота. После окончания Военной академии имени М. В. Фрунзе в 1972 году назначен начальником штаба — заместителем командира 71-го гвардейского мотострелкового полка 42-й гвардейской учебной мотострелковой дивизии Северо-Кавказского военного округа в Грозном, в том же году переведён на такую же должность в 121-й мотострелковый полк 9-й мотострелковой дивизии имени Верховного Совета Грузинской ССР 12-го армейского корпуса Северо-Кавказского военного округа (Майкоп). С ноября 1974 года служил командиром 255-го мотострелкового полка 20-й танковой дивизии в Северной группе войск в Польше. С октября 1976 года — начальник штаба — заместитель командира 90-й гвардейской танковой дивизии.
С 1979 по 1981 год проходил обучение в Военной академии Генерального штаба Вооружённых Сил имени К. Е. Ворошилова.
С 1981 года — командир 127-й мотострелковой дивизии в Закавказском военном округе. С сентября 1983 года — начальник штаба 4-й общевойсковой армии, а в мае 1985 года назначен командующим 4-й армией Закавказского военного округа. В мае 1987 — июне 1990 года — начальник штаба — первый заместитель командующего Закавказского военного округа и одновременно в 1988—1990 годах — военный комендант Еревана.
Принимал участие в попытках локализации армяно-азербайджанского вооружённого конфликта.
С июля 1990 до декабря 1991 года — командующий войсками Ленинградского военного округа, генерал-полковник (октябрь 1990).
Член КПСС с 1960 года до её запрета в ноябре 1991 года.
В период «августовского путча» 19-21 августа 1991 года был назначен ГКЧП военным комендантом Ленинграда, заявил о подчинении распоряжениям ГКЧП и издал распоряжение о введении чрезвычайного положения в Ленинграде и на прилегающих территориях, но фактически занял нейтральную выжидательную позицию и активных действий не предпринимал, ограничившись усилением охраны военных объектов и стягиванием войск к Ленинграду.

## Военная служба в СССР и Российской Федерации
Указом Президента СССР от 7 декабря 1991 года назначен начальником Генерального штаба Вооружённых сил СССР — первым заместителем министра обороны СССР. Хотя через 18 дней президент СССР Михаил Горбачёв объявил о прекращении существования союзного государства в связи с образованием СНГ, Генеральный штаб оставался руководящим военным органом всех Вооружённых сил на территории РСФСР. 20 марта 1992 года назначен начальником Генерального штаба Объединённых Вооружённых сил Содружества Независимых Государств. 24 декабря 1993 года назначен начальником Штаба по координации военного сотрудничества государств — участников Содружества Независимых Государств.
По представлению Совета Глав государств — участников СНГ, Указом Президента Российской Федерации от 25 января 1996 года В. Н. Самсонову присвоено воинское звание генерал армии.
Вскоре после назначения его бывшего командира Игоря Родионова Министром обороны Российской Федерации, в октябре 1996 года Самсонов был назначен начальником Генерального штаба Вооружённых сил Российской Федерации.
В мае 1997 года снят с должности одновременно со скандальным увольнением Игоря Родионова с должности министра обороны.
С мая по ноябрь 1997 года — вновь начальник Штаба по координации военного сотрудничества государств — участников СНГ, затем в 1997—2000 годах находился в распоряжении Министра обороны Российской Федерации.
С июня 2000 года прикомандирован к Администрации президента России.
В марте 2002 года уволен в запас. В ноябре 2006 года уволен в отставку.
В декабре 1999 года безуспешно баллотировался на выборах в Государственную думу III созыва.
После создания в 2008 году Службы генеральных инспекторов Министерства обороны Российской Федерации являлся генеральным инспектором Управления генеральных инспекторов Министерства обороны Российской Федерации (с 2011 года — Управление генеральных инспекторов Министерства обороны Российской Федерации).
Скончался 17 ноября 2024 года на 84-м году жизни. Похоронен с воинскими почестями на Федеральном военном мемориале «Пантеон защитников Отечества».

## Награды
- Орден Дружбы (21 февраля 1996)
- Орден Красного Знамени (18 апреля 1990)
- Орден «За службу Родине в Вооружённых Силах СССР» II (21 февраля 1985) и III (30 апреля 1975) степеней
- Медаль «За боевые заслуги» (1968)
- другие медали СССР и России
- медали иностранных государств
- Почётная грамота Кыргызской Республики (22 января 1997, Кыргызстан) — за вклад в укрепление сотрудничества Кыргызской Республики с Российской Федерацией и в связи с 5-летием образования Содружества Независимых Государств[9]

## Воинские звания
- лейтенант (1964)
- старший лейтенант (1966)
- капитан (август 1969)
- майор (октябрь 1973)
- подполковник (1974)
- полковник (ноябрь 1979)
- генерал-майор (ноябрь 1983)
- генерал-лейтенант (октябрь 1986)
- генерал-полковник (октябрь 1990)
- генерал армии (25 января 1996)